# Juiaparus erythropus
Juiaparus erythropus är en skalbaggsart som först beskrevs av Nonfried 1895.  Juiaparus erythropus ingår i släktet Juiaparus och familjen långhorningar. Inga underarter finns listade i Catalogue of Life.